# Damian Hurley
Damian Charles Hurley (West End, Londres; 4 de abril de 2002) es un actor, director y modelo inglés. Es hijo de la actriz Elizabeth Hurley y del empresario estadounidense Steve Bing.

## Carrera
En julio de 2016, se anunció que Hurley había sido elegido como el Príncipe Hansel von Liechtenstein en The Royals, la serie de Canal E! protagonizada por su madre como la reina de Inglaterra. Hansel interpreta a una estrella de reality en el episodio de diciembre de 2016 "Aye, there the rub". Repitió el papel en el episodio de abril de 2018 "Mis noticias serán la fruta de esa gran fiesta"
En septiembre de 2018, Hurley firmó por la agencia de Modelos Tess.

## Vida personal
Hurley nació en el Hospital Portland de Londres como hijo de la actriz Elizabeth Hurley y del empresario estadounidense Steve Bing. Aunque Bing inicialmente negó la paternidad, una prueba de ADN confirmó posteriormente que era su padre. En un acuerdo judicial, Bing acordó pagar 1.8 millones de libras en cuotas anuales de 100.000 libras por Hurley, aunque su madre se negó a aceptar el pago.
Los padrinos de Hurley incluyen a Hugh Grant, David Beckham, Elton John y Denis Leary.
Hurley creció en Gloucester con su madre y su entonces cónyuge, el magnate de los negocios indio, Arun Nayar.
Más tarde, Hurley vivió a tiempo parcial en Australia debido a la relación de su madre con el jugador de cricket australiano Shane Warne.
Su padre falleció el 22 de junio de 2020 a la edad de 55 años, tras saltar del 27° piso de un edificio del barrio Century City en Los Ángeles.